# Ikeda (Gattung)
Ikeda ist der Name einer kleinen Gattung großer Igelwürmer (Echiura), die gleichzeitig die monogenerische Familie der Ikedidae bildet und 2 beschriebene, wahrscheinlich aber noch mehr Arten im Indopazifik umfasst.

## Merkmale
Die Igelwürmer der Gattung Ikeda sind groß mit Rumpflängen von bis zu 40 cm und Breiten bis zu 2 cm. Die Proboscis ist sehr lang und kann auf über einen Meter ausgefahren werden. Die Nephridien sind unpaar und im Vergleich zu anderen Igelwürmern zahlreich: Bei Ikeda pirotansis sind es mindestens 30, bei Ikeda taenioides etwa 200 bis 400 Nephridien. Anders als bei anderen Igelwürmern sind die Nephrostomata nicht basal, sondern distal angeordnet. Das geschlossene Blutgefäßsystem ist wohl ausgebildet. Die Tiere haben große Analvesikel. Während Iwaji Ikeda bei seiner Erstbeschreibung von Ikeda taenioides eine Anordnung der Längsmuskulatur des Hautmuskelschlauches außerhalb der Ring- und Quermuskulatur sah, beobachtete Teruaki Nishikawa bei frischen wie auch bei den von Iwaji Ikeda konservierten Exemplaren eine äußere Ringmuskulatur, darunter die Längsmuskeln und innen schließlich die Quermuskeln, wie es auch bei anderen Igelwürmern der Fall ist.
Die Ikeda-Igelwürmer leben mit ihrem Rumpf verborgen in ihrer Höhle, die sie nicht verlassen, weshalb Menschen nur ihre Proboscis zu sehen bekommen, mit der die Würmer mikroskopische Nahrungspartikel vom Substrat abweiden. Die Nahrung wird über eine Wimperrinne an der konkaven Seite der Proboscis zum Mund am Vorderende des Rumpfes befördert.

## Lebenszyklus
Von den Ikeda-Igelwürmern sind bisher nur Weibchen beschrieben worden. Da molekularbiologische Untersuchungen für eine nähere Verwandtschaft der Ikedidae mit der Familie Bonelliidae sprechen, wird auch angesichts der nicht gefundenen Männchen ein Sexualdimorphismus vermutet, bei dem Zwergmännchen im Inneren des riesigen Weibchens leben.

## Arten und ihre Verbreitung
Die 1907 von Iwaji Ikeda als Thalassema taenioides beschriebene Ikeda taenioides ist im westlichen Pazifischen Ozean um Japan zu finden. Ihre Proboscides wurden öfters von japanischen Fischern gefunden und für vollständige Würmer gehalten. Ikeda pirotansis, 1962 von Menon & Datta Gupta als Ikedosoma pirotansis beschrieben, wurde bei der indischen Insel Pirotan gefunden. In Gulf Saint Vincent in Südaustralien fand S. J. Edmonds 1987 den Torso eines Igelwurms, den er für eine weitere Art von Ikeda hält.

## Äußere Systematik
Neuere molekularbiologische Untersuchungen an Kern- und Mitochondrien-DNS bei 49 Igelwurmarten ordnen die Familie Ikedidae mit den Bonelliidae in eine Klade sexuell dimorpher Igelwürmer, die einer Gruppe sexuell monomorpher Igelwürmer mit den Familien Echiuridae, Urechidae und Thalassematidae gegenüber steht. Der Sexualdimorphismus soll hiernach in seichten Gewässern evolviert sein.